# Seth Barnes Nicholson
| Odkryte planetoidy: 2 | Odkryte planetoidy: 2 |
| --------------------- | --------------------- |
| (878) Mildred         | 6 września 1916       |
| (1647) Menelaus       | 23 czerwca 1957       |

Seth Barnes Nicholson (ur. 12 listopada 1891 w Springfield, zm. 2 lipca 1963 w Los Angeles) – amerykański astronom. Odkrył kilka księżyców Jowisza i dwie planetoidy.

## Życiorys
Kształcił się w Drake University, gdzie zaciekawiła go astronomia. W 1914 w Obserwatorium Licka na Uniwersytecie Kalifornijskim obserwował księżyc Jowisza Pazyfae i odkrył nowy księżyc Jowisza – Sinope, którego orbitę obliczył dla swojego doktoratu w 1915 roku.
Kariera jego przebiegała w Mount Wilson Observatory, gdzie zajmował się głównie badaniami aktywności Słońca. Przez dziesięciolecia opracowywał coroczne raporty dotyczące aktywności plam słonecznych. Odbył kilka ekspedycji mających na celu badanie jasności i temperatury korony słonecznej podczas zaćmień Słońca.
W ciągu następnych lat pracy w obserwatorium odkrył kolejne trzy księżyce Jowisza: Lizytea i Karme w 1938 roku oraz Ananke w 1951 r. Obliczył orbity planetoid (694) Ekard, trojańskiej asteroidy (1647) Menelaus, jak również kilku komet i planety karłowatej (134340) Pluton.
Sinope, Lizytea, Karme i Ananke zostały przez niego oznaczone po prostu „Jowisz IX”, „Jowisz X”, „Jowisz XI” i „Jowisz XII”. Nazwy nadano im dopiero w 1975 roku. Seth Nicholson odmówił proponowania nazw tych księżyców.
W latach 20. XX wieku, wspólnie z Edisonem Pettitem wykonał pierwsze systematyczne obserwacje ciał niebieskich w podczerwieni. Razem z Edisonem Pettitem wykonał też za pomocą termopary pomiary temperatury Księżyca, planet, plam słonecznych oraz gwiazd. Pomiary temperatury pobliskich gwiazd olbrzymów doprowadziły do pierwszej oceny rozmiarów gwiazd.

## Nagrody i wyróżnienia
- Medal Bruce w 1963 roku.
- Od jego nazwiska pochodzą nazwy planetoidy (1831) Nicholson[3], krateru Nicholson na Księżycu, krateru Nicholson na Marsie oraz obszaru Nicholson na Ganimedesie.